# Срібний Костянтин Сергійович
Костянти́н Сергі́йович Срі́бний — старший солдат Збройних Сил України, учасник російсько-української війни, що загинув у ході російського вторгнення в Україну в 2022 році.

## Життєпис
Костянтин Срібний народився 9 грудня 1991 року в місті Дніпропетровськ. Навчався в середній загальноосвітній школі № 88. Потім у будівельному професійно-технічному ліцеї здобув спеціальності електрогазозварювальника та водія автотранспортних засобів. Декілька років проживав із родиною у селі Дідове Дмитрівського старостинського округу Вільногірської міської територіальної громади. Працював у воєнізованій охороні ТОВ «Мотронівський гірничозбагачувальний комбінат». З початком антитерористичної операції пішов на фронт. Загалом перебував на передовій 3,5 року. З початком повномасштабного російського вторгнення в Україну призваний Кам'янським РТЦК та СП на військову службу за мобілізацією. Загинув Костянтин Срібний 13 квітня 2022 року під містом Барвінкове Ізюмського району Харківської області. Поховали загиблого на Краснопільському цвинтарі в місті Дніпро, за теперішнім місцем проживання родини.

## Родина
У загиблого залишилися мати, дружина та донька.

## Нагороди
- Орден «За мужність» III ступеня (2022, посмертно) — за особисту мужність і самовіддані дії, виявлені у захисті державного суверенітету та територіальної цілісності України, вірність військовій присязі[4].